# Гайгалайте, Эляна
Эляна Гайгалайте (лит. Elena Gaigalaitė; 17 декабря 1933 — 3 декабря 2015) — советская и литовская актриса театра и кино, заслуженная артистка Литовской ССР.

## Биография
Родилась в городке Дотнува Кедайняйского района (Литва). В 1957 году окончила актёрский факультет Литовской государственной консерватории.
В 1956—1962 годах играла в Капсукском драматическом театре (сейчас Мариямпольский драматический театр). За 6 лет сыграла около 20 ролей.
С 1963 года до конца жизни служила в Клайпедском драматическом театре, в котором стала одной из ведущих актрис. За 59 лет работы в театре сыграла более 120 ролей.

### Семья
- Муж — литовский советский актёр Повилас Гайдис (род. 1937).

## Награды
- Заслуженная артистка Литовской ССР (1982).

## Работы в театре

### Капсукский драматический театр
- «Слуга двух господ» K. Гольдони — Смеральдина
- «Аленький цветочек» И. Kарнаухова — Кира

### Клайпедский драматический театр
- «Оптимистическая трагедия» В. Вишневский — комиссар
- «Сноха» Ю. Жемайте — Вингене
- «Матушка Кураж и её дети» Б. Брехт — матушка Кураж
- «Васса Железнова» М. Горький — Васса
- «Разбитый кувшин» Г. фон Клейст — Марта Руль
- «Оскар и миссис Роуз» Э.-Э. Шмитт — миссис Роуз
- «Мышьяк и старые кружева» Й. Кессельринг
- «Абстинентка» К. Сая — Клапатаускене
- «Слон» А. Копков — Марфа
- «Квартет» Р. Харвуд — Сесиль Робсон
- «4000 миль» Э. Герцог — Вера Джозеф

## Фильмография
- 1957 — Пока не поздно (Kol nevėlu…) — Мариона
- 1973 — Счастливый невезучий человек (Laimingas laimės neradęs) — эпизод
- 1982 — Извините, пожалуйста (Atsiprašau) — эпизод (нет в титрах)
- 1984 — Здесь наш дом (Čia mūsų namai) — Баронене
- 1987 — Выставка (Parodų rūmai) — хозяйка
- 1990 — Дети из отеля «Америка» (Vaikai iš «Amerikos» viešbučio) — эпизод (в титрах Е. Гайдене)
- 2000 — Эльза из Гилии (Германия, Литва; Elze is Gilijos) — эпизод
- 2004 — Существование (Литва; Egzistencija) — невысокая старушка
- 2015 — Сад Эдема (Литва; Edeno Sodas)